# Toyota Alphard
Der Toyota Alphard ist ein luxuriöser Van, der vom japanischen Automobilhersteller Toyota seit 2002 gebaut wird. Der Wagen ist als 7- oder 8-Sitzer, mit 2,4 l- oder 3,0 l-Benzinmotoren und in drei verschiedenen Ausstattungslinien – Alphard G, Alphard V und Alphard Hybrid – erhältlich. Der Alphard wird vorwiegend für den japanischen Markt gebaut, aber auch nach Indonesien, Hongkong, Bangladesch, Singapur, Thailand, Malaysia und Russland exportiert. Der Wagen wurde nach dem Alphard, dem hellsten Stern im Sternbild Wasserschlange (Hydra) benannt.
2006 wurde der Alphard Royal Lounge eingeführt. Es handelt sich dabei um eine 4-sitzige Luxusversion des Alphard. Sein traditioneller Wettbewerber ist der Nissan Elgrand.
Im Juni 2023 wurde die vierte Generation auf Basis der TNGA-K-Plattform vorgestellt: Bei einer Außenlänge von annähernd fünf Metern hat der Wagen drei Meter Radstand.

## 1. Generation (2002–2008)
Der Alphard wurde 2002 als Konkurrenzmodell zum Nissan Elgrand und zum Honda Elysion vorgestellt. Mit seinen vielen elektronischen Komponenten, seinen Komfort- und Sicherheitsausstattungen ist er Toyotas am häufigsten verkaufter Van in Japan.
Die Wagen waren mit einem 2,4 l-R4-Motor, Typ Toyota 2AZ-FE, mit 16 Ventilen und variabler Ventilsteuerung (VVTi) ausgestattet. Der Motor leistete 160 bhp (118 kW) und lieferte ein Drehmoment von 195 Nm. Alternativ gab es einen 3,0 l-V6-Motor, Typ Toyota 1MZ-FE, der 24 Ventile und ebenfalls VVTi besaß. Seine Leistung betrug 220 bhp (162 kW) und sein Drehmoment 310 Nm. Die Motorkraft wurde jeweils an ein 4- oder 5-stufiges Automatikgetriebe (Super-ECT) weitergeleitet. Die Wagen waren mit Front- oder Allradantrieb erhältlich.
2005 wurde der Alphard überarbeitet und bekam neue Rückleuchten und Alufelgen mit 16″ oder 17″ Durchmesser. Seit dieser Zeit wird auch die Hybridversion angeboten. Seit 2007 gibt es (nur für den japanischen Markt) auf Wunsch das Navigationssystem G-BOOK und Telematik.

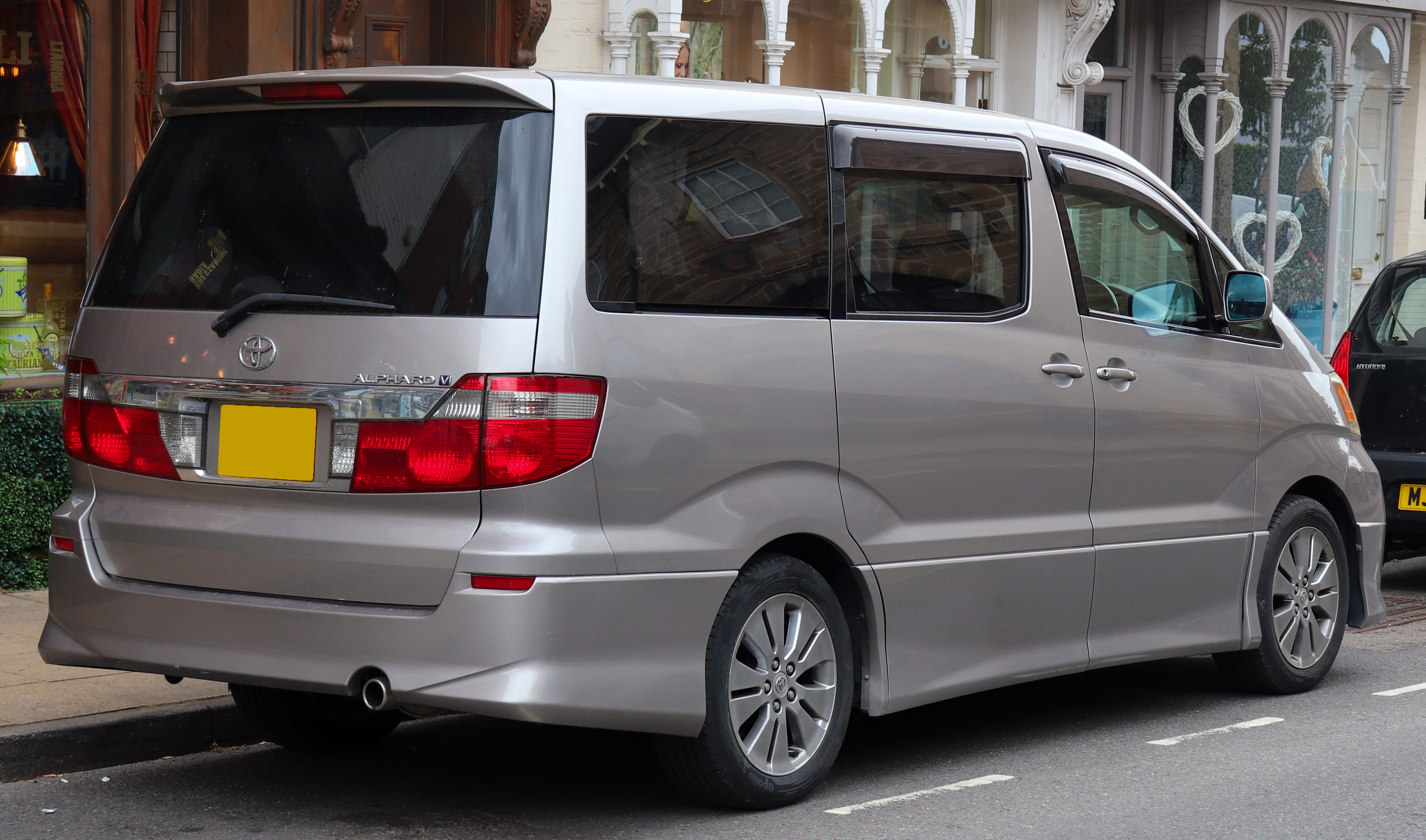

## 2. Generation (2008–2015)
Im April 2008 wurde der Alphard komplett neu konzipiert und erhielt ein moderneres Äußeres und eine luxuriösere Innenausstattung.
Die Motoren wurden vom Vorgänger übernommen, leisten aber deutlich mehr als bisher. Der Reihenvierzylinder leistet nun 170 bhp (125 kW) und besitzt ein Drehmoment von 235 Nm. Beim V6 lauten die entsprechenden Werte 280 bhp (206 kW) und 330 Nm. Zur Wahl stehen nun ein 6-stufiges Automatikgetriebe (Super ECT) oder ein 7-stufiges (Super CVT).
Mit dem Toyota Vellfire wurde eine weitere Variante herausgebracht, die eine etwas andere Front (Kühlergrill und Scheinwerfer) und eine andere Innenausstattung bietet.

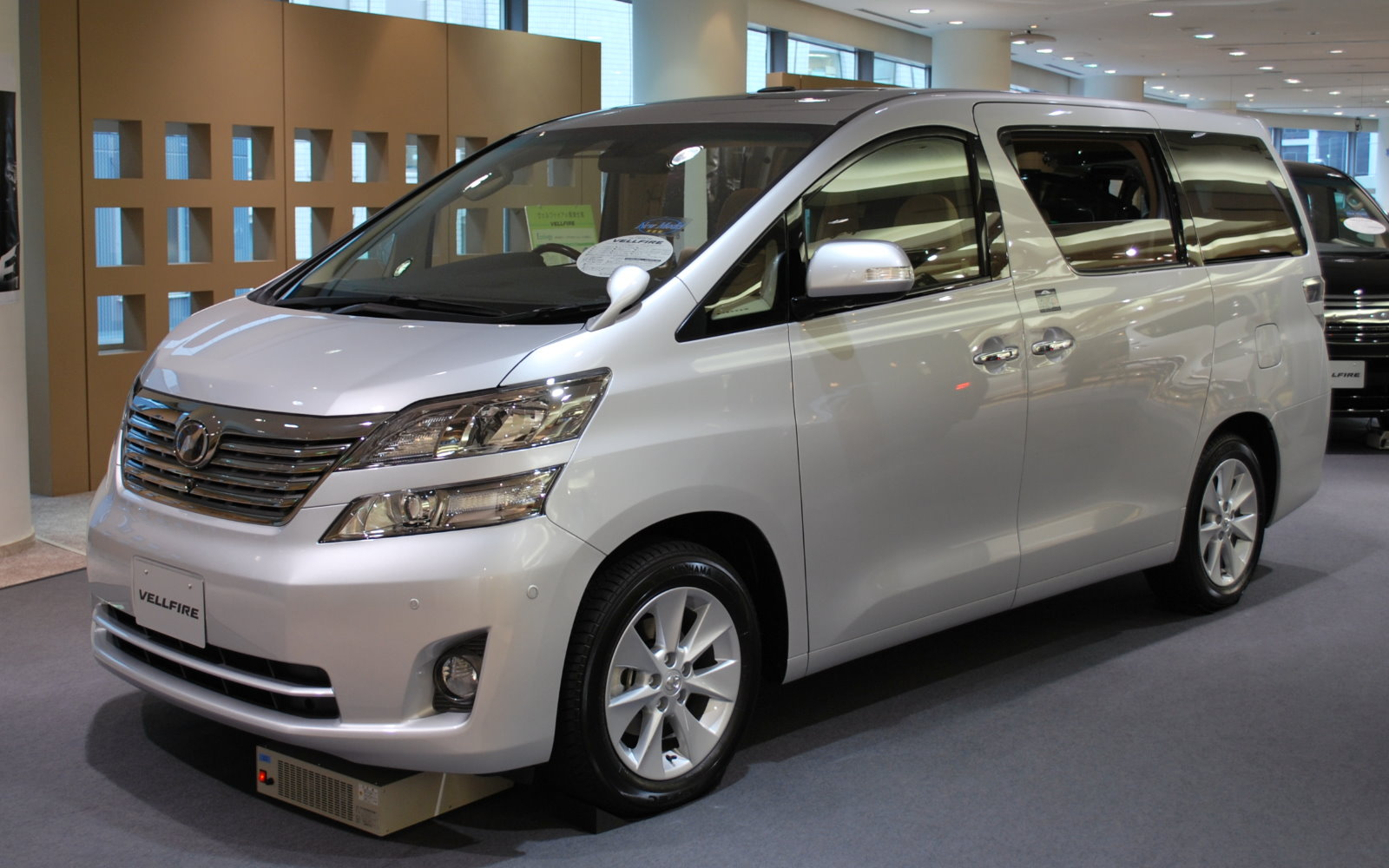
Toyota Vellfire

## 3. Generation (2015–2023)
Toyota präsentierte die dritte Generation des Alphard am 26. Januar 2015. Auch von ihr gibt es wieder eine Vellfire-Variante. Anfang 2018 wurde das Fahrzeug überarbeitet.
Der auf der Shanghai Auto Show im April 2019 vorgestellte Lexus LM basiert auf dem Alphard.

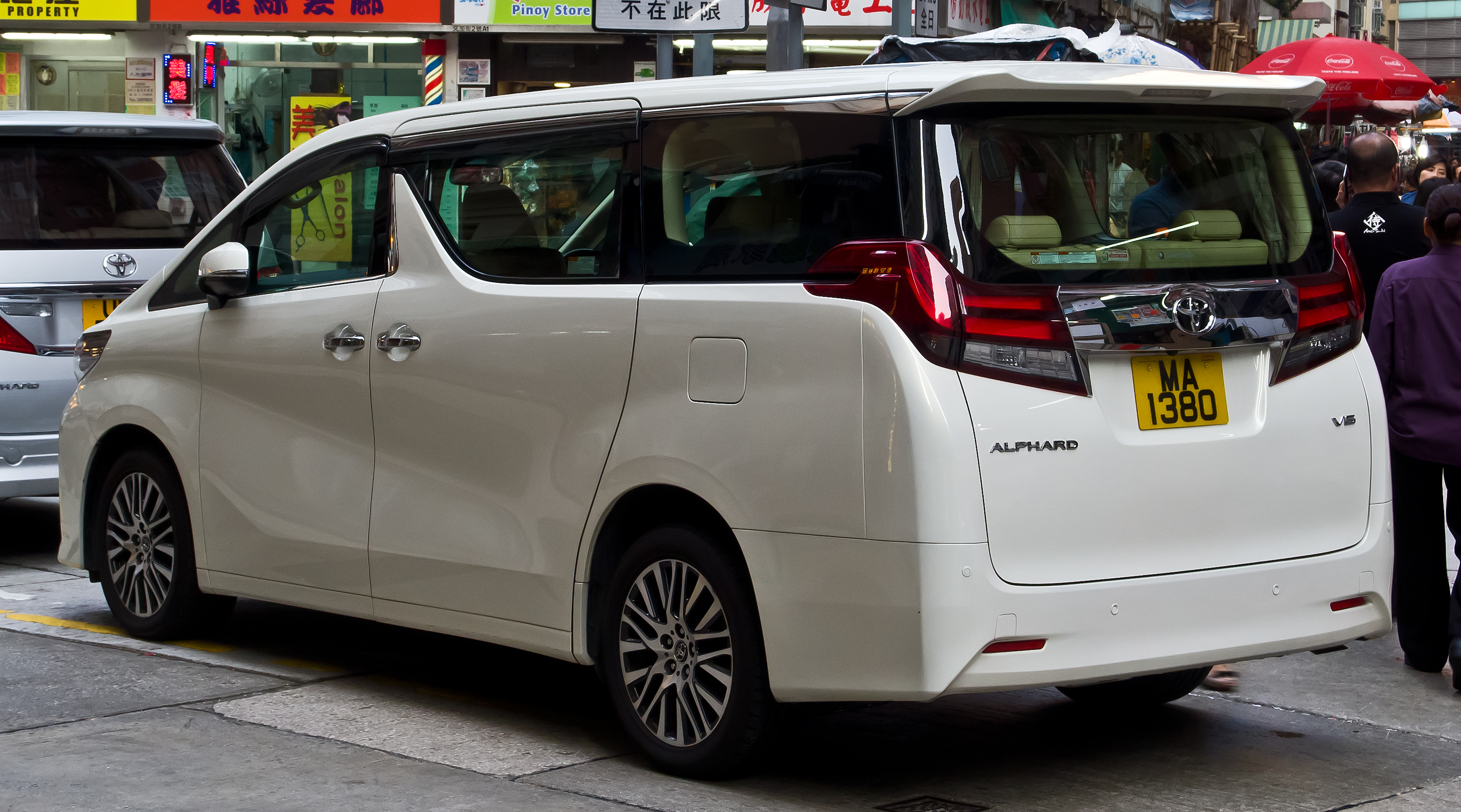
Heckansicht
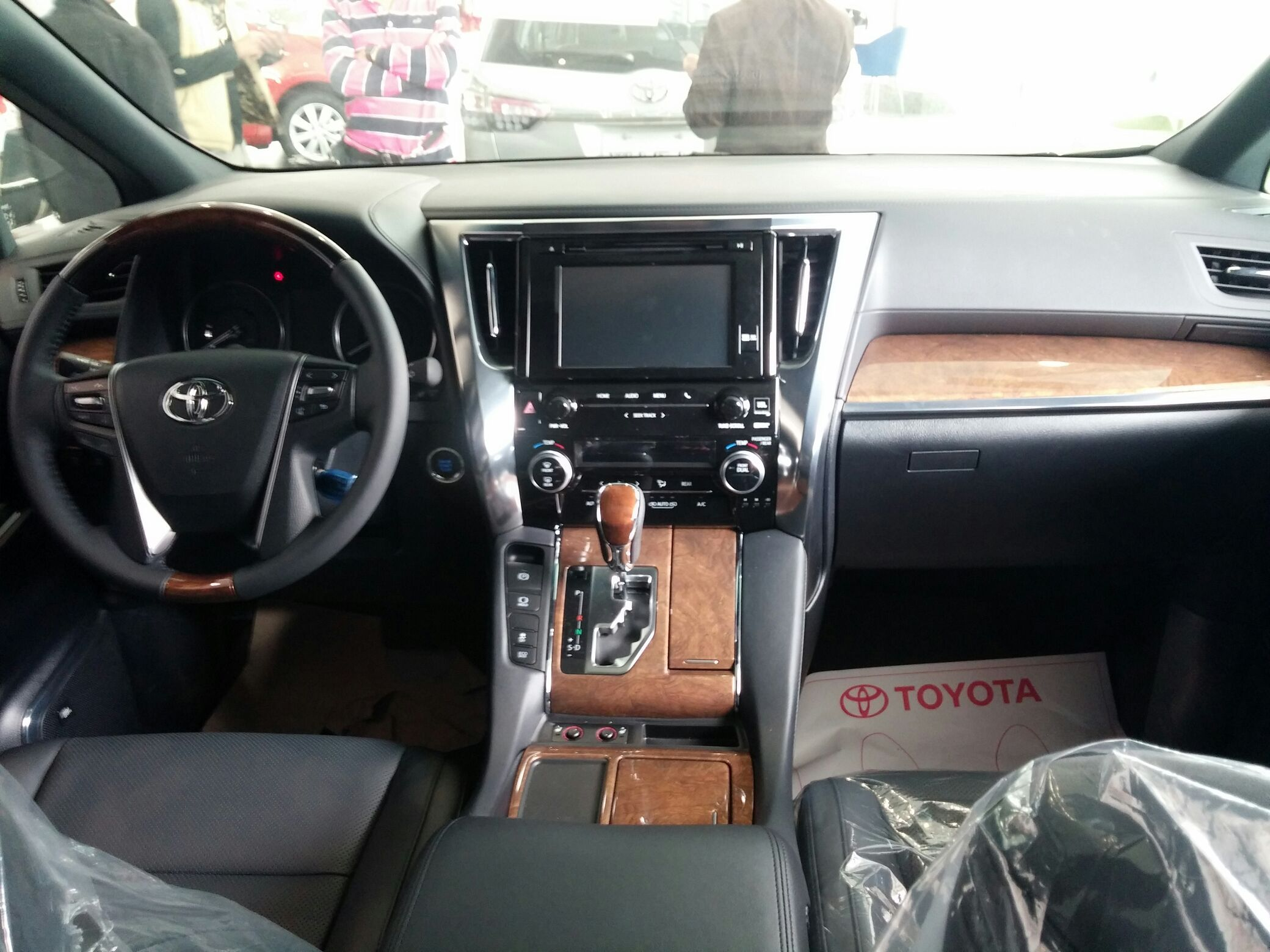
Innenraum
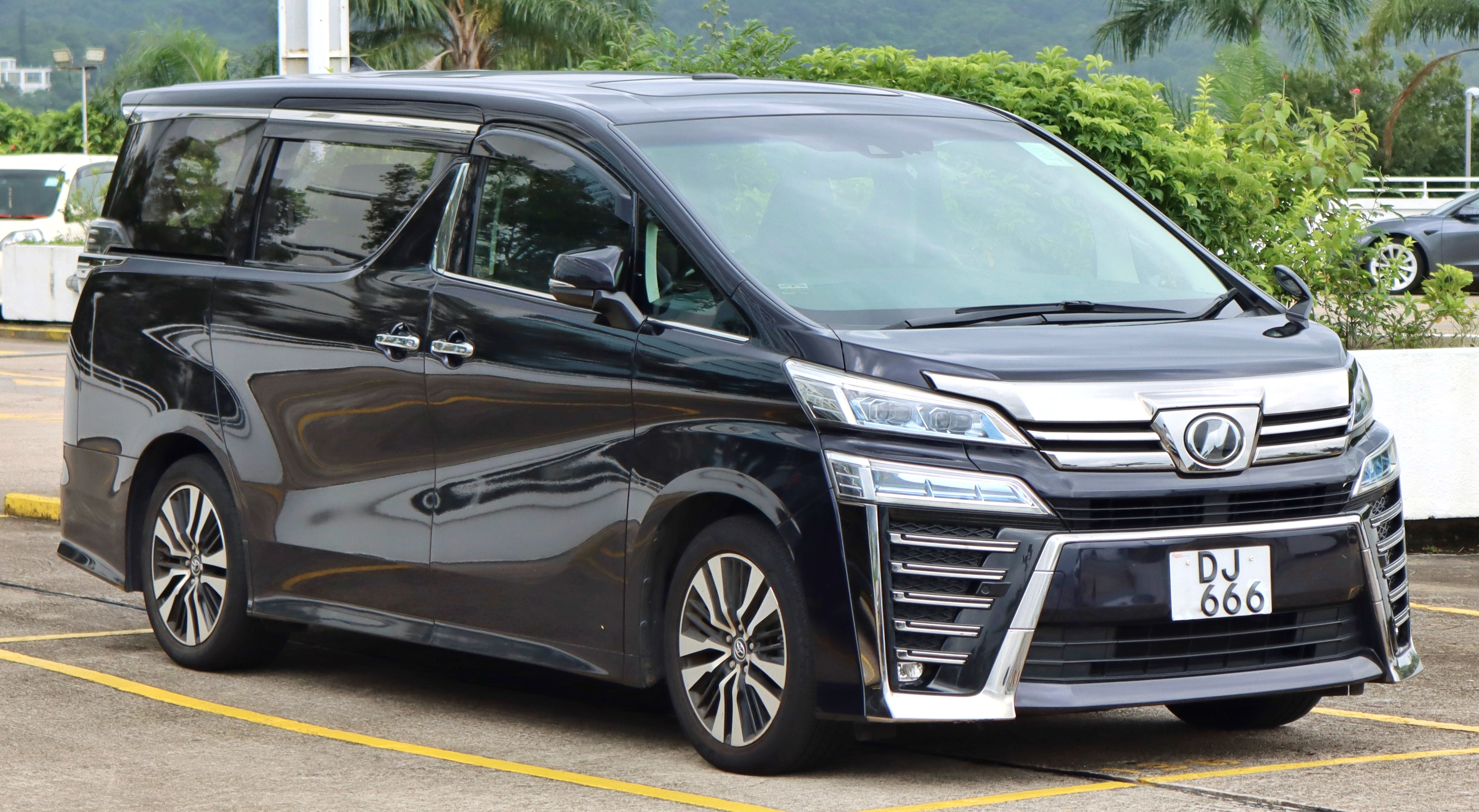
Toyota Vellfire (2015–2023)

### Beschreibung
Toyota gibt an, dass ihr E-Four Electric 4WD System den hinten eingebauten Elektromotor regelt, der die Hinterräder antreibt, und die Verteilung der elektrischen Energie auf alle vier Räder koordiniert. Ein elektronisch überwachtes Bremssystem (ECB) sorgt für effektive Bremsenkontrolle an jedem Rad.
Das große Van Alphard Hybrid wird in den USA als Fahrzeug mit besonders geringem Schadstoffausstoß eingestuft und erreicht 75 % geringere Emissionen als die japanische Regierung 2000 vorgeschrieben hat. Der 2,4 l-Motor wurde für den Einsatz in Toyotas Hybridfahrzeugen entwickelt, er hat eine niedrige innere Reibung und ist daher besonders kraftstoffsparend.

### „By-Wire“-Technologie
Der Alphard Hybrid hat ein elektrisches Bremssystem, das je nach Druck auf das Bremspedal und Geschwindigkeit des Fahrzeuges den Bremsdruck richtig bemisst. Diese By-Wire-Technologie arbeitet mit dem E-Four-System zusammen, um möglichst viel kinetische Energie vom Bremsen in elektrische Energie umzuwandeln.
Der Alphard Hybrid Van kann so elektrische Leistungen bis 1.500 W bereitstellen und ist mit 100 V – Wechselstromsteckdosen ausgestattet, die (in den USA) die Versorgung vieler Ausrüstungen, wie Laptops, Notleuchten etc. zulassen. Die Steckdosen können auch zur Wiederaufladung von elektrischen Fahrrädern und anderen Einrichtungen verwendet werden.
Der Alphard Hybrid hat auch etliche Sicherheitseinrichtungen, die man in anderen Hybridfahrzeugen vergeblich sucht. Sie werden bei der Version G serienmäßig und bei den anderen Versionen auf Wunsch geliefert, zusammen mit Toyotas DVD-Navigationssystem G-BOOK:
- Kamera-Monitor-System für die toten Winkel, das dort die Bewegung von Fußgängern oder Fahrzeugen anzeigt.
- Rückfahrkamera-Monitor-System mit akustischer Führung, das Signale der Lenkung nutzt, um die wahrscheinlich mögliche Rückfahrdistanz zu errechnen und anzuzeigen.
- Spurhalteassistent, der die Bilder der Rückfahrkamera für die Berechnung des Abstandes zu weißen oder gelben Linien auf Autobahnen nutzt und ein akustisches Signal bei zu großer Annäherung gibt.
- Abstandsradar, das mit Radarsensoren und Signalen der Lenkung den Abstand zum vorausfahrenden Fahrzeug bestimmt und bei zu großer Annäherung akustische Warnsignale gibt.

### Elektronisches Bezahlsystem für Straßenbenutzungsgebühren
Zusätzlich ist für jede Ausstattungslinie ein elektronisches Bezahlgerät für Straßennutzungsgebühren (nur zusammen mit dem Navigationssystem) erhältlich, das das Durchfahren von Mautstellen ohne Anhalten ermöglicht.
Der Verbrauch des Alphard Hybrid wird unter 6 l / 100 km, angegeben: Der Van hat eine Wärmedämmung der Karosserie und einen neuen Zweiwege-Kompressor am Motor, der den Luftverbrauch der Klimaanlage optimiert und so Benzin spart. Die speziell entwickelte Windschutzscheibe verringert bei Sonneneinstrahlung die Aufheizung des Fahrzeuges. Auch das Dach ist zusätzlich wärmegedämmt.

### Technische Daten
|                                             | 2.5 VVT-i (Singapur)   | 3.5 (Russland, Japan)  | 3.5 (Russland, Japan)  | 2.5 Hybrid (Japan)                                       |
| Bauzeitraum                                 | 2015–2023              | 2015–2018              | 2018–2023              | 2015–2023                                                |
| Motorkenndaten                              |                        |                        |                        |                                                          |
| Motortyp                                    | R4-Ottomotor           | V6-Ottomotor           | V6-Ottomotor           | R4-Ottomotor (2AR-FXE)+ 2 Elektromotoren                 |
| Hubraum                                     | 2494 cm³               | 3456 cm³               | 3456 cm³               | 2493 cm³                                                 |
| max. Leistung bei min−1                     | 134 kW (182 PS) / 6000 | 202 kW (275 PS) / 6200 | 221 kW (300 PS) / 6600 | 112 kW (152 PS) / 5700 + 105 kW (143 PS) + 50 kW (68 PS) |
| max. Drehmoment bei min−1                   | 235 Nm / 4100          | 340 Nm / 4700          | 361 Nm / 4600–4700     | 206 Nm / 4400–4800 + 270 Nm + 139 Nm                     |
| Messwerte                                   |                        |                        |                        |                                                          |
| Höchstgeschwindigkeit                       | 170 km/h               | 200 km/h               | 200 km/h               | k. A.                                                    |
| Beschleunigung, 0–100 km/h                  | 11,3 s                 | 8,3 s                  | 8,3 s                  | k. A.                                                    |
| Kraftstoffverbrauch auf 100 km (kombiniert) | 8,6 l Super            | 10,9 l Super           | 10,5 l Super           | 5,3 l                                                    |
| Leergewicht                                 | 2025–2075 kg           | 2210–2240 kg           | 2200–2260 kg           | 2090–2240 kg                                             |
| Tankinhalt                                  | 75 l                   | 75 l                   | 75 l                   | 65 l                                                     |

## 4. Generation (seit 2023)
Die vierte Generation der Baureihe basiert nun auf dem TNGA-K-Baukasten. Sie wird wieder als Alphard und Vellfire angeboten. Das Fahrwerk hat vorn MacPherson-Federbeine und eine überarbeitete Doppelquerlenker-Hinterachse. Der Van kann mit einer Smartphone-App ferngesteuert eingeparkt werden. Im Dezember 2024 wurde auch eine Version mit Plug-in-Hybrid-Antrieb für die Baureihe vorgestellt.

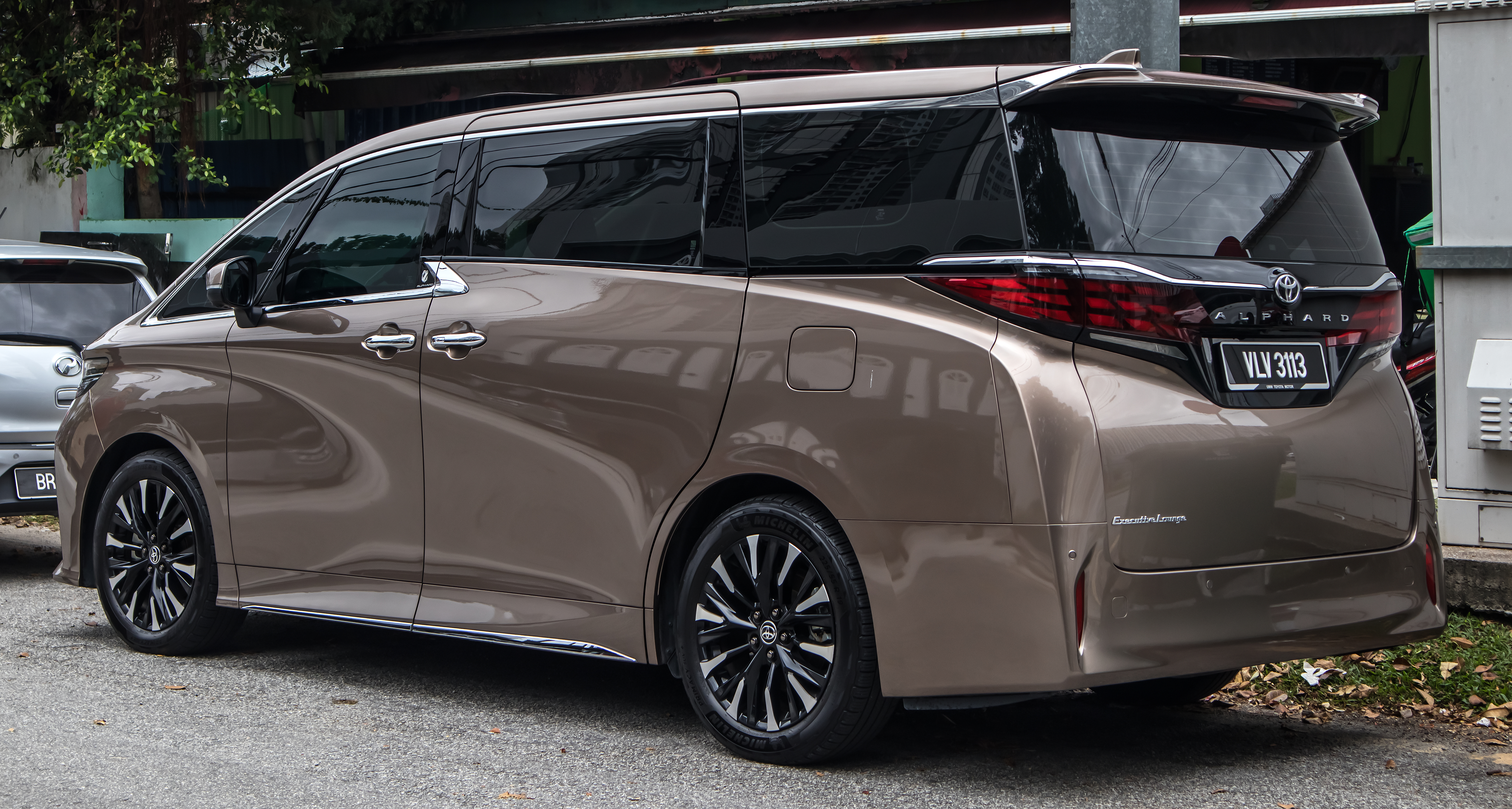
Heckansicht
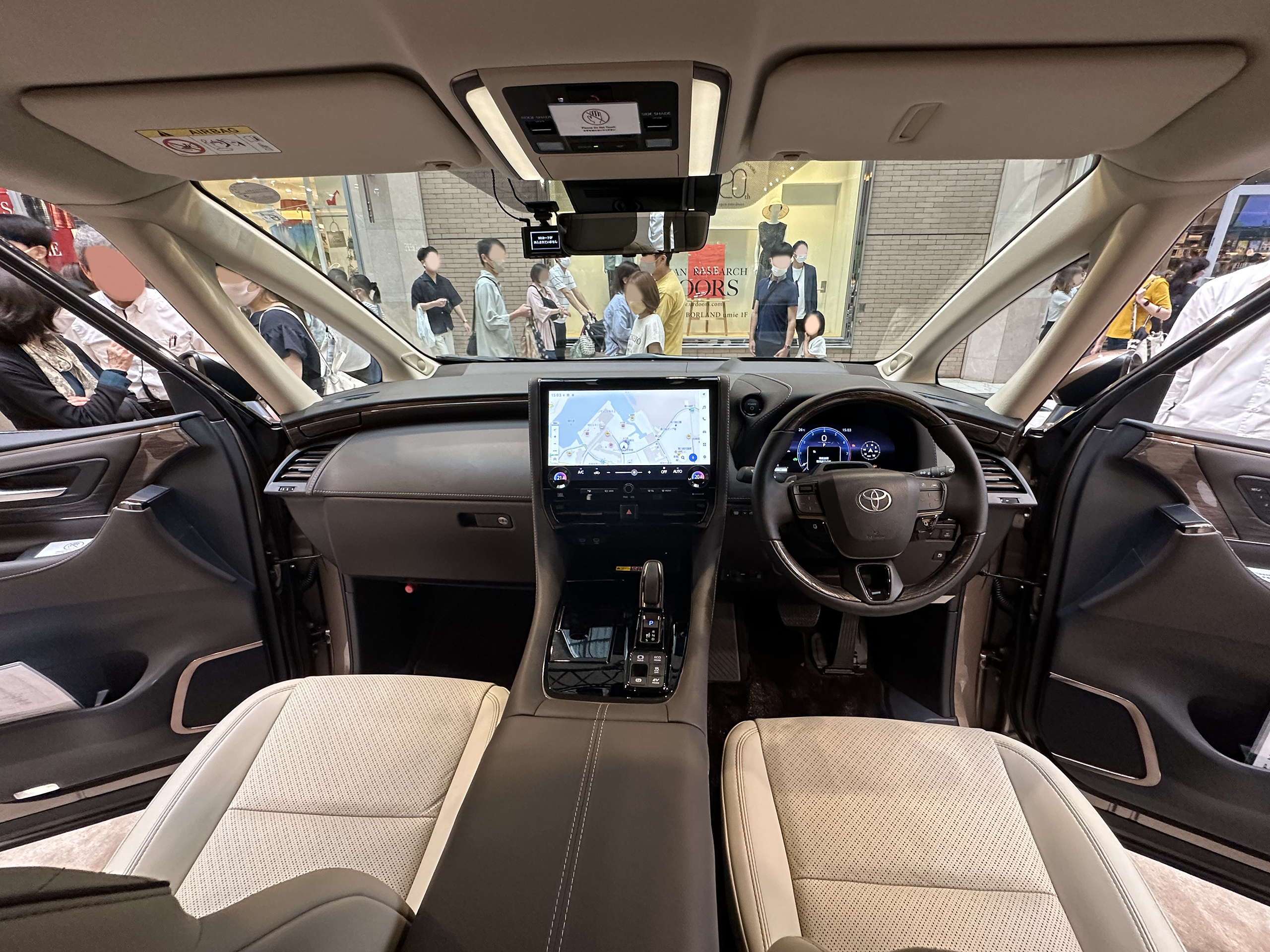
Innenraum vorn
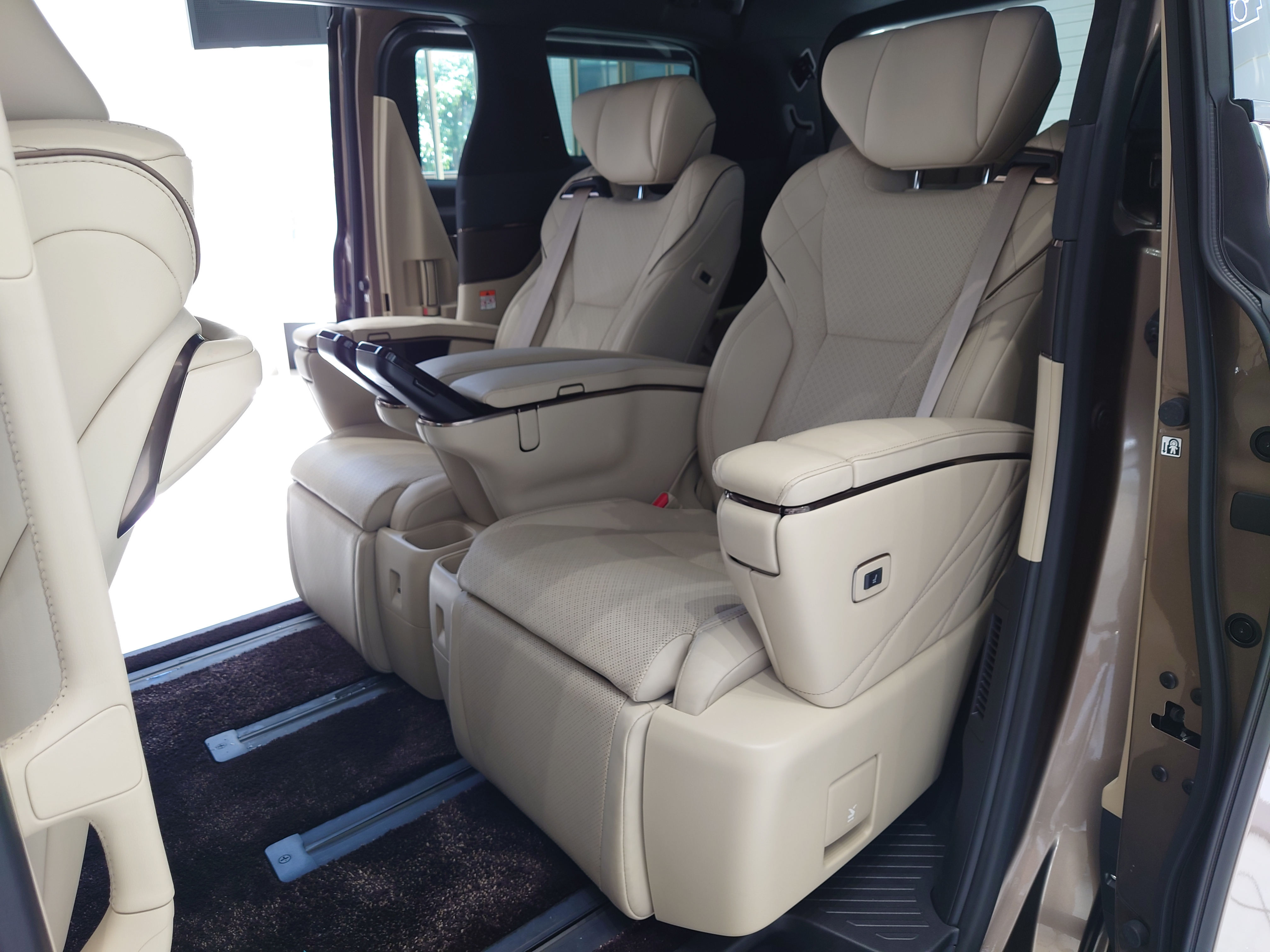
Innenraum hinten (Executive Lounge-Ausstattung)
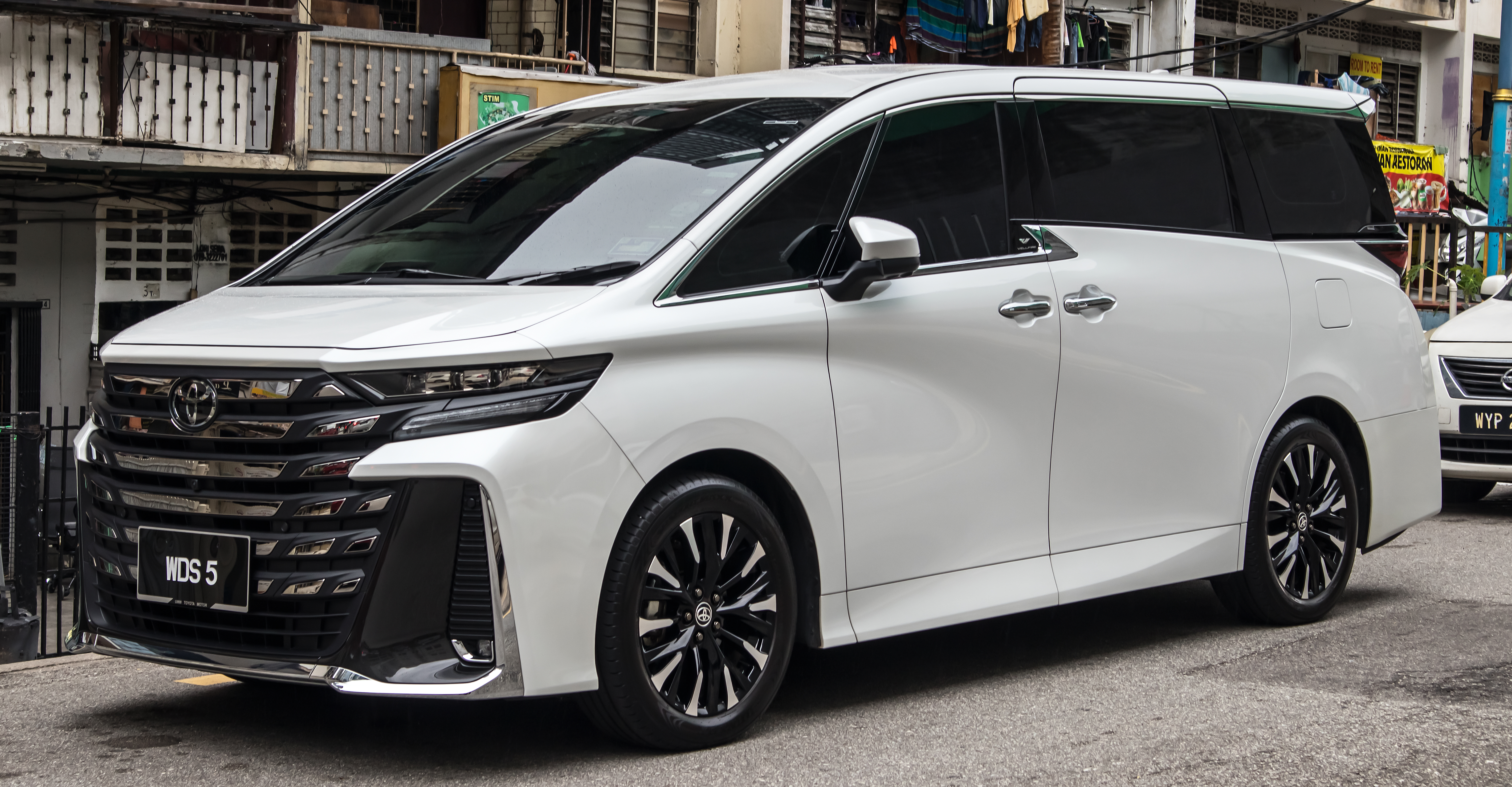
Toyota Vellfire (seit 2023)
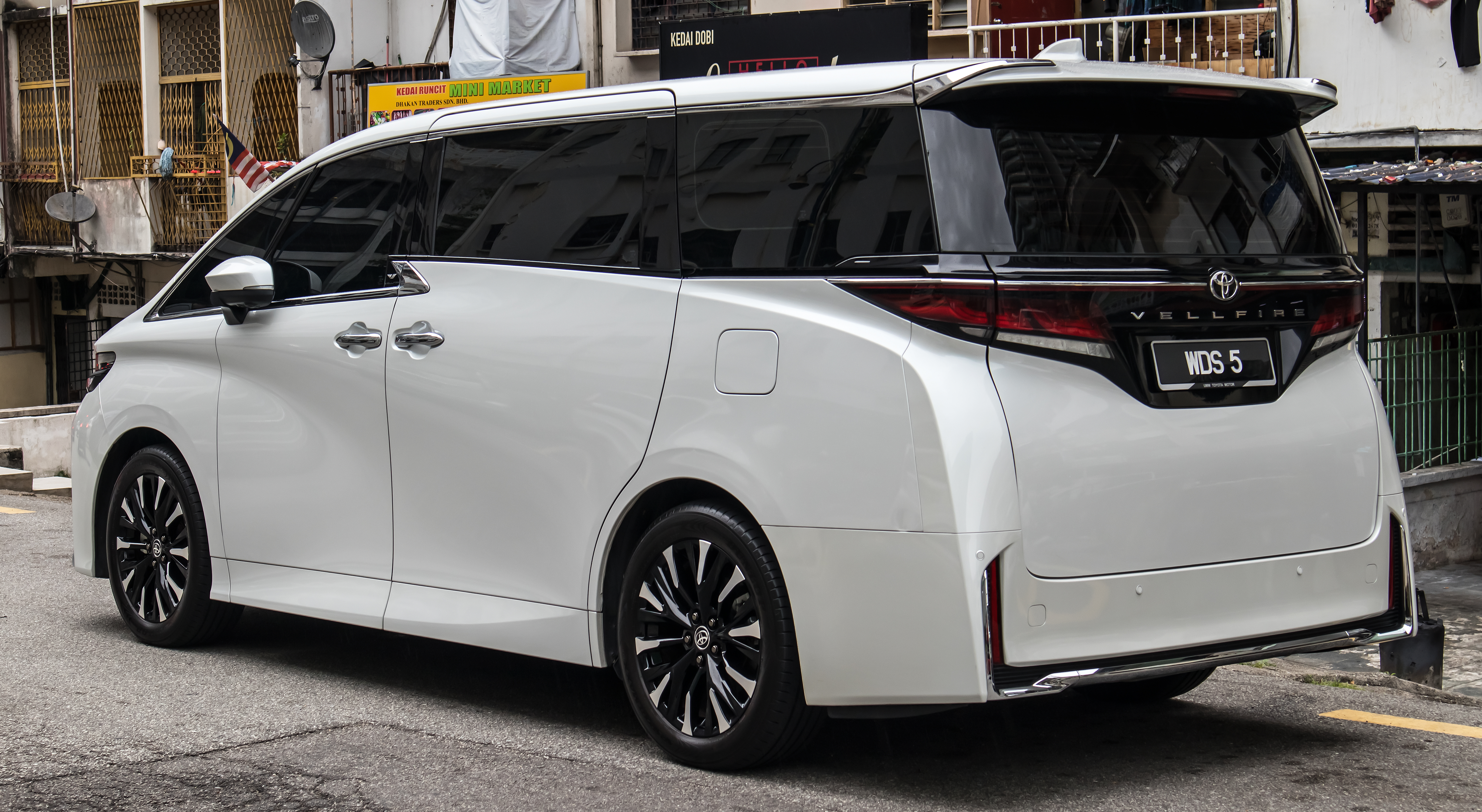
Heckansicht

### Technische Daten
|                                             | Alphard 2.5            | Vellfire 2.4                | Alphard/Vellfire 2.5 Hybrid            | Alphard/Vellfire 2.5 PHEV              |
| Bauzeitraum                                 | seit 2023              | seit 2023                   | seit 2023                              | seit 2024                              |
| Motorkenndaten                              |                        |                             |                                        |                                        |
| Motortyp                                    | R4-Ottomotor           | R4-Ottomotor mit Turbolader | R4-Ottomotor + Elektromotor            | R4-Ottomotor + Elektromotor            |
| Hubraum                                     | 2493 cm³               | 2393 cm³                    | 2487 cm³                               | 2487 cm³                               |
| max. Leistung bei min−1                     | 134 kW (182 PS) / 6000 | 205 kW (279 PS) / 6000      | Systemleistung: 184 kW (250 PS) / 6000 | Systemleistung: 225 kW (306 PS) / 6000 |
| max. Drehmoment bei min−1                   | 235 Nm / 4100          | 430 Nm / 1700–3600          |                                        |                                        |
| Messwerte                                   |                        |                             |                                        |                                        |
| Höchstgeschwindigkeit                       | 170 km/h               | 180 km/h                    | 180 km/h                               | k. A.                                  |
| Beschleunigung, 0–100 km/h                  | k. A.                  | k. A.                       | k. A.                                  | k. A.                                  |
| Kraftstoffverbrauch auf 100 km (kombiniert) | 9,4–9,7 l Super        | 9,7–9,8 l Super             | 5,6–6,1 l Super                        | k. A.                                  |
| Leergewicht                                 | 2060–2120 kg           | 2180–2240 kg                | 2160–2310 kg                           | 2470 kg                                |
| Tankinhalt                                  | 75 l                   | 75 l                        | 60 l                                   | 47 l                                   |